# 안동 송사동 소태나무
안동 송사동 소태나무(安東 松仕洞 소태나무)는 경상북도 안동시 길안면 송사리와 길안초등학교 길송분교 인근에 있는 소태나무이다. 1966년 1월 13일 대한민국의 천연기념물 제174호로 지정되었다.

## 개요
소태나무는 나무 껍질에 쓴맛을 내는 콰시인(quassin)성분을 함유하고 있어 매우 쓰다. 우리말에 ‘소태처럼 쓰다’란 말은 이것을 단적으로 표현한 것이다. 가지와 열매는 소화불량, 위장염 등의 증상에 치료제로도 사용한다.
송사동의 소태나무는 나이가 약 400년이며, 높이 14.6m, 둘레 3.20m(동), 2.28m(서)로 소태나무로는 매우 큰 편이다. 송길초등학교 뒷뜰에서 자라고 있으며, 회화나무·느티나무 및 팽나무 등 10여 그루의 나무와 함께 작은 숲을 이루고 있다.
정확한 유래는 알 수 없으나 근처에 신을 모셔놓은 집인 서낭당이 있고, 여러 그루의 크고, 오래된 나무가 함께 있는 것으로 미루어 보아 마을을 보호하고 지켜주는 숲인 성황림으로 보호되었던 것으로 여겨진다. 지금도 마을 사람들은 매년 음력 1월 15일이면 마을의 안정과 풍년을 기원하는 제사를 지내고 있다.
송사동 소태나무는 소태나무 중에서 매우 오래되고 큰 나무로서 생물학적 보존 가치가 높고, 우리 조상들의 종교문화를 알 수 있는 문화적 자료로서의 가치도 높아 천연기념물로 지정·보호하고 있다.

## 현지 안내문
이 소태나무는 높이 20m이며, 지면부의 둘레가 4.65m이고, 가슴높이의 둘레는 3.1m이다. 산지에서 주로 자라며, 나무 전체에 고미질(苦味質)인 콰시아(quassia)를 함유하고 있어 매우 쓰다. 쓴맛을 표현할 때 소태같이 쓰다는 말은 이 나무에서 비롯된 것이다. 한방에서는 잔 가지와 열매를 채취해 소화불량, 위장염 등의 증상에 치료제로 사용한다.
송사동의 소태나무는 우리나라에서 현재 존재하는 소태나무 가운데 가장 크고 오래된 것으로 평가된다. 주민들은 이 나무를 동신목으로 보호하고 있으며, 매년 정월 보름날에는 마을의 안녕과 풍년을 기원하는 동제를 지낸다.

## 같이 보기
- 길안초등학교 길송분교

## 참고 자료
- 안동 송사동 소태나무 - 국가유산청 국가유산포털